# Mega-star's prayer presents『メガマソ人気音源集』
『mega-star's prayer presents『メガマソ人気音源集』』は、日本のヴィジュアル系ロックバンドであるメガマソが2008年3月19日にリリースした3作目のアルバム（ベストアルバム）である。
発売当時までに発表された音源からファン投票によって収録曲が決定したもので、新曲も2曲追加されている。

## 販売形態
- Mega-star's prayer presents『メガマソ人気音源集』 初回限定盤
- Mega-star's prayer presents『メガマソ人気音源集』 通常盤

初回限定盤にはメンバーによる数分間のメッセージがそれぞれ4トラック収録されている。

## 収録曲

### 初回限定盤
1. LIPS
  - 作詞・作曲：涼平
2. message 1
  - メンバーによるメッセージ。
3. スウィトスキンライクアキャンディ
  - 作詞・作曲：涼平
  - ワンマンライブ 「Tokyo Mega-star's night」 会場配布シングル。
4. トローネエンゼル
  - 作詞・作曲：涼平
5. ニューロマンサー（神経系亜人性）
  - 作詞・作曲：涼平
  - ワンマンライブ 「LIMELIGHT」 会場配布シングル。
  - 涼平がメガマソ以前に在籍していた彩冷える（アヤビエ）で発表した楽曲「ロマンサー」を連想させる歌詞となっている。
6. message 2
7. モダンアンプリファイア
  - 作詞・作曲：涼平
8. パラディサヘイロー
  - 作詞・作曲：涼平
9. 雨楽器隊
  - 作詞・作曲：涼平
10. 星降町にて
  - 作詞・作曲：涼平
11. message 3
12. 朧月
  - 作詞・作曲：インザーギ
  - 新曲。
13. 塔は高揚する。
  - 作詞・作曲：涼平
14. 芋虫の主
  - 作詞・作曲：涼平
15. 涙猫
  - 作詞・作曲：涼平
16. message 4
17. キスミイチュチュ／メガマチュ
  - 作詞・作曲：涼平チュー
18. 2つの弾丸／メガマチュ
  - 作詞・作曲：インザーギチュー
  - 新曲。

### 通常盤
1. LIPS
2. スウィトスキンライクアキャンディ
3. トローネエンゼル
4. モダンアンプリファイア
5. パラディサヘイロー
6. 雨楽器隊
7. 星降町にて
8. 朧月
9. 塔は高揚する。
10. 芋虫の主
11. 涙猫
12. キスミイチュチュ／メガマチュ
13. 2つの弾丸／メガマチュ
14. ニューロマンサー（神経系亜人性）